# Línguas torres-banks
As línguas Torres–Banks formam uma cadeia de línguas oceânicas meridionais faladas nas Ilhas Torres e Ilhas Banks, ao norte de Vanuatu.

## Línguas
Em 2011, foram reconhecidas 17 línguas faladas por 9.400 pessoas em 50 vilas, incluindo 16 línguas vivas (3 das quais estão em extinção) e uma língua extinta.
As 17 línguas classificadas são::181
| Língua  | Número de falantes | ISO 639-3 código | Ilha(s) falada(s) |
| ------- | ------------------ | ---------------- | ----------------- |
| Hiw     | 280                | [hiw]            | Hiw               |
| Lo-Toga | 580                | [lht]            | Tegua, Lo, Toga   |
| Lehali  | 200                | [tql]            | Uréparapara       |
| Löyöp   | 240                | [urr]            | Uréparapara       |
| Volow   | extinta            | [mlv]            | Mota Lava         |
| Mwotlap | 2100               | [mlv]            | Mota Lava         |
| Lemerig | 2 (em extinção)    | [lrz]            | Vanua Lava        |
| Vera'a  | 500                | [vra]            | Vanua Lava        |
| Vurës   | 2000               | [msn]            | Vanua Lava        |
| Mwesen  | 10 (em extinção)   | [msn]            | Vanua Lava        |
| Mota    | 750                | [mtt]            | Mota              |
| Nume    | 700                | [tgs]            | Gaua              |
| Dorig   | 300                | [wwo]            | Gaua              |
| Koro    | 250                | [krf]            | Gaua              |
| Olrat   | 3 (em extinção)    | [olr]            | Gaua              |
| Lakon   | 800                | [lkn]            | Gaua              |
| Mwerlap | 1100               | [mrm]            | Mere Lava         |

## Estudos comparativos
Diversos estudos sobre as línguas Torres–Banks abordam aspectos variados de sua estrutura e evolução. Um estudo investigou o desenvolvimento histórico dos sistemas vocálicos, revelando como essas línguas possuem uma rica variedade de vogais que evoluíram de formas complexas. Outro estudo focou na evolução dos sistemas de artigos de substantivos, demonstrando como as línguas Torres–Banks têm sistemas de artigos que variam em complexidade e uso.
A gramaticalização de pronomes pessoais leves em marcadores para o aspecto aoristo foi analisada, mostrando que várias línguas da família Torres–Banks transformaram pronomes pessoais em marcadores aspectuais que indicam ações completadas ou pontuais. Também se examinou o isomorfismo estrutural e a diversidade lexical nessas línguas, revelando que, embora compartilhem algumas características estruturais comuns, há uma significativa variação lexical que reflete a diversidade cultural e histórica das comunidades que falam essas línguas.
Além disso, houve pesquisas sobre a reconstrução etimológica de termos espirituais, que exploraram como conceitos religiosos e espirituais são expressos e evoluíram nas línguas Torres–Banks, oferecendo proposta acerca das práticas culturais e das mudanças na cosmovisão das comunidades. O desenvolvimento histórico dos sistemas de direcionais espaciais geocêntricos foi estudado, revelando como essas línguas utilizam referências espaciais para descrever localização e movimento em relação ao ambiente. A morfologia histórica dos pronomes pessoais também foi investigada, mostrando as mudanças morfológicas e funcionais que esses pronomes sofreram ao longo do tempo.

## Estrutura genealógica da relação Torres–Banks
A estrutura interna da relação Torres–Banks foi avaliada com base no método comparativo, e apresentada no contexto da glotometria histórica. Em seguida, os subgrupos mais apoiados nessa abordagem (em ordem decrescente de proximidade genealógica):
- Mwotlap – Volow
- Hiw – Lo-Toga
- Vurës – Mwesen
- Lemerig – Vera'a
- Koro – Olrat – Lakon
- Dorig – Koro – Olrat – Lakon
- Olrat – Lakon
- Lehali – Löyöp – Mwotlap – Volow
- 15 línguas Banks juntas (Lehali – Löyöp – Mwotlap – Volow – Lemerig – Vera'a – Vurës – Mwesen – Mota – Nume – Dorig – Koro – Olrat – Lakon – Mwerlap)

É possível que o ancestral comum estrito de qualquer dois membros da relação Torres–Banks seja o Proto-Oceânico em si.:188 Evidências disso são encontradas na preservação de consoantes finais em Lakon (por meio de uma vogal paragógica agora perdida), consoantes que foram perdidas na maioria das outras línguas.:200

## Língua Proto
O ancestral comum de todas as línguas Torres-Banks é chamado Proto-Torres–Banks, visto como uma cadeia de dialetos mutuamente inteligíveis dentro das ilhas Torres e Banks.:190

## Links externos
- Map and information on the 17 Torres & Banks languages.